# 中国史前文化
中国史前文化指中国石器时代的文化。石器时代又区分为旧石器时代、中石器时代、新石器时代和铜石并用时代四个阶段。

## 旧石器时代
旧石器时代在古地理学上是指人类开始以石器为主要劳动工具的文明发展阶段，是石器时代的早期阶段。一般划定此时期为距今约260万年或250万年（能人首次制造出石器）至1.2万年前（农业文明的出现）。其时期划分一般采用三分法，即旧石器时代早期、中期和晚期，旧石器时代之后为中石器时代。
旧石器时代的人类通常以原始族群的形式聚居在一起，并通过收集植物和猎取野生动物维生。尽管在此时代内人类也使用木质和骨质工具，但旧石器时代的典型标志是使用了借由敲打石头制成的石质工具。尽管其他材料，如皮革、植物纤维等亦适合制成工具使用，但由于其性质使然，此类材料未能有更广泛的应用。在旧石器时代期间，人类在早期的能人和智人基础上向解剖学意义上的现代人大幅度进化。在旧石器时代后期(特别是中晚期)，人类开始了最早的艺术创作，并开始涉足宗教和精神领域，如葬礼和仪式。
中国经过半个多世纪的工作，在中国已经发现了许多旧石器时代的遗址，积累了比较丰富的旧石器考古材料，初步建立起中国旧石器时代文化发展的框架。 
　　

### 早期
中国旧石器时代早期文化分布已很普遍。距今100万年前的旧石器文化有西侯度文化、元谋人石器、匼河文化、蓝田人文化以及东谷坨文化。距今100万年以后的遗址更多，在北方以周口店第1地点的北京人文化为代表，在南方以贵州黔西观音洞的观音洞文化为代表。总起来看，中国旧石器时代早期文化基本上是类似于奥杜韦文化的类型，似乎没有西方的阿舍利手斧文化。但有的学者认为，在这一时期，中国旧石器文化和西方阿舍利文化之间可能存在着交流。

### 中期
中国旧石器时代中期文化可用山西襄汾发现的丁村文化（见丁村遗址）为代表。
另外比较重要的有周口店第15地点文化和山西阳高许家窑人文化。中国的旧石器时代中期文化，基本上保持了早期文化的类型和加工技术。即使类型稍有变化，技术稍有进步，也都是缓慢的。一个明显的特点是修理石核技术（如勒瓦娄哇技术）没有得到明显发展。　

### 晚期
进入旧石器时代晚期，遗址数量增多，文化遗物更加丰富，技术有明显进步，文化类型也更加多样。在华北、华南及其他地区，都存在时代相近但技术传统不同的文化类型。
在华北，有继承前一个时期的小石器传统，其重要代表有萨拉乌苏遗址、峙峪文化、小南海遗址、山顶洞遗址（见山顶洞人）等；有石叶文化类型，以宁夏回族自治区灵武县的水洞沟文化为代表，它与西方同期文化有较多的相似处；还有70年代后发现的典型细石器工艺，如山西沁水的下川文化，河北阳原虎头梁遗址的虎头梁文化等。
在东北地区，属于这一时期的重要遗址有辽宁海城小孤山遗址和黑龙江哈尔滨阎家岗遗址等。
在南方，这一时期出现了几个区域性文化，如以四川省汉源县富林遗址命名的富林文化类型，以重庆市铜梁县张二塘遗址为代表的铜梁文化类型，以及最初在贵州省兴义市猫猫洞遗址发现的猫猫洞文化类型。
另外，在西藏、新疆和青海地区也发现了一些属于这一时期或稍晚的旧石器文化地点。总起来看，这一时期文化的主要特点是，除少数地点外，石叶工艺和骨角器生产没有很发达。

## 中石器时代
中国中石器時代处于旧石器时代晚期与新石器时代早期之间，其特征是细石器的制造，所以又称作“细石器时代”。中国在约前1万至前7千年间处于中石器时代，一、二千年间又纷纷进入新石器时代，持续时间较短。陕西省大荔县沙苑的沙苑文化、河南省许昌市灵井的灵井文化、山西省沁水县下川的下川文化等。

## 新石器时代
新石器時代的特徵是逐漸由採集食物發展到生產食物、石製工具也由簡陋發展出種種專門用途的工具。農業出現，人們有了更可靠的食物供應；長期的聚落出現，使人們的群居身活區漸複雜；人們開始以抽象的符號代表具體的事物，表示藝術的出現。新石器時代的「革命」是人類歷史上的一大關口。

### 裴李崗与磁山文化

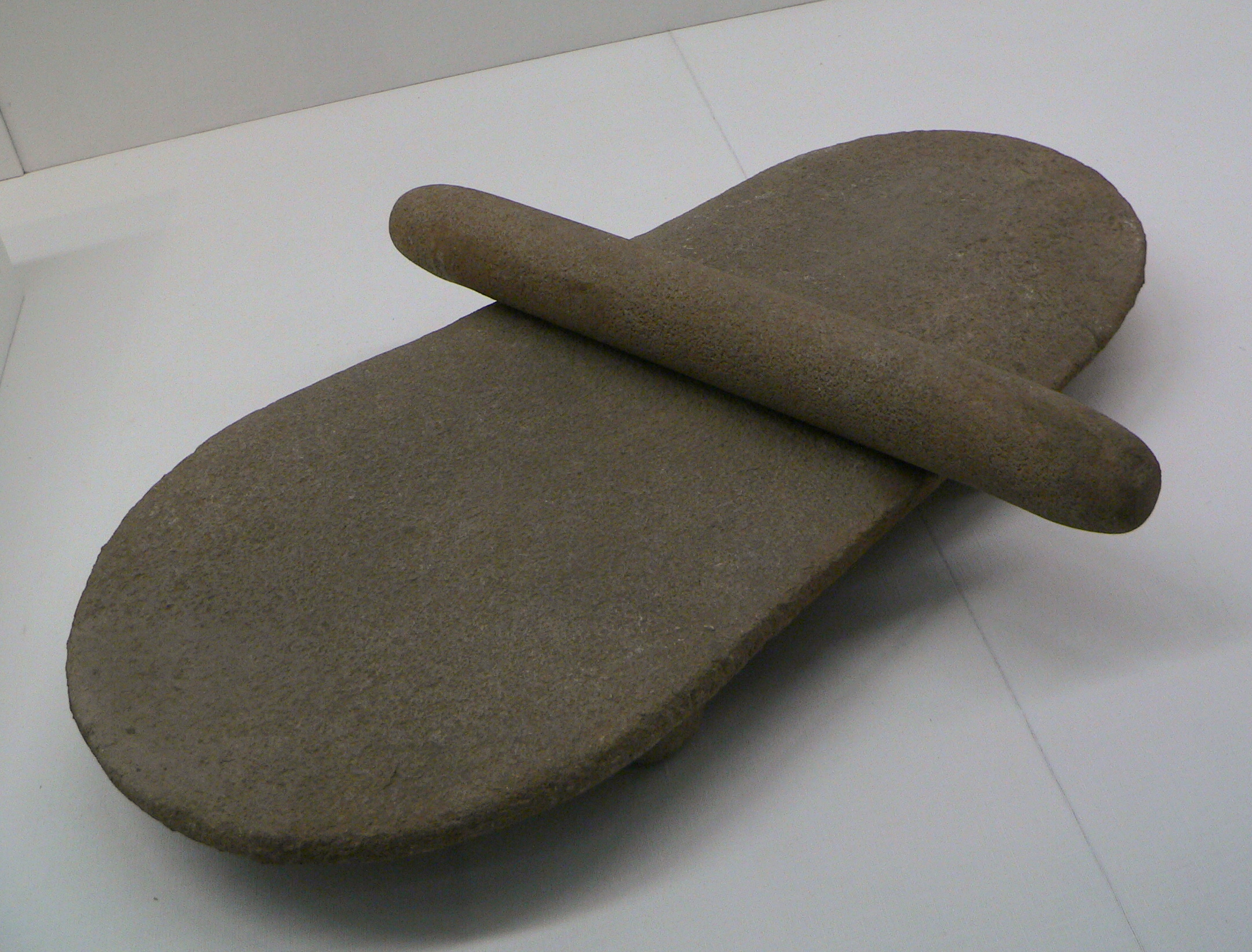
石磨盘和石磨棒，裴李岗文化

裴李崗文化與磁山文化是目前考古學上所見中國最早的新石器文化。這兩種文化都已有農業，但大量樹籽、魚骨、獸骨的出土，說明採集食物仍佔相當的重要性。農具、穀物、家畜的出現，象徵相當成份的食物已由生產供應了。早期新石器文化的陶器都是手製，但是燒成溫度已可達攝氏9百多度，器形已相當複雜，也具有若干紋飾，甚至還有少數彩繪。裴李崗文化與磁山文化的陶器器形中有不少也見於後來的仰韶文化；繩紋和彩繪更在仰韶文化中普遍出現；圓形、方形半地窖式居住遺址，也是由裴李崗文化與磁山文化肇始，而同樣見於仰韶文化的村落遺址中。凡此都說明了裴李崗文化與磁山文化是仰韶文化的前身。裴李崗文化遺址主要分佈在河南中部。以碳十四斷代測定的年代來說，裴李崗文化有西元前5935±480年、西元前5195±300年（樹輪校正後为5879年）及西元前7350±1000年三個數據。與裴李崗相同的莪溝北崗文化則是西元前5315～5025（校正後为公元前5916～5737年）。裴李崗文化的主要器物是帶足的石磨盤、石磨桿、狹長扁平的雙弧刃石鏟和帶鋸齒的石鐮，顯然都是與農業生產相關的工具，陶製品中有豬頭的陶塑。
- 贾湖遗址公元前7000年至5700年前，出土的贾湖骨笛是世界上年代最早、保存最为完整、出土个数最多且现在还能用以演奏的乐器实物；出土的龟甲上有16个契刻符号年代约为公元前6600年，但不能确证为文字。贾湖遗址还是世界上发现最早酿造酒类的古人类遗址。[26]

- 磁山遺址主要分佈在河北南部與河南北部。磁山文化遺址的數據測定是西元前5405-5110年（校正後：公元前6005-5794年）。磁山文化遺址的窖穴中，出土過程堆的腐朽穀物，據判斷可能是粟類。在磁山也出土了大量的豬狗骨骼。磁山文化与裴李岗文化关系密切，有人提出了“裴李岗·磁山文化”，将它们视为同一种文化类型。也有学者认为它们是有一些共同特征的两种不同文化类型。[27]总体看来，裴李岗文化和磁山文化后期比较接近。[28]

### 仰韶文化

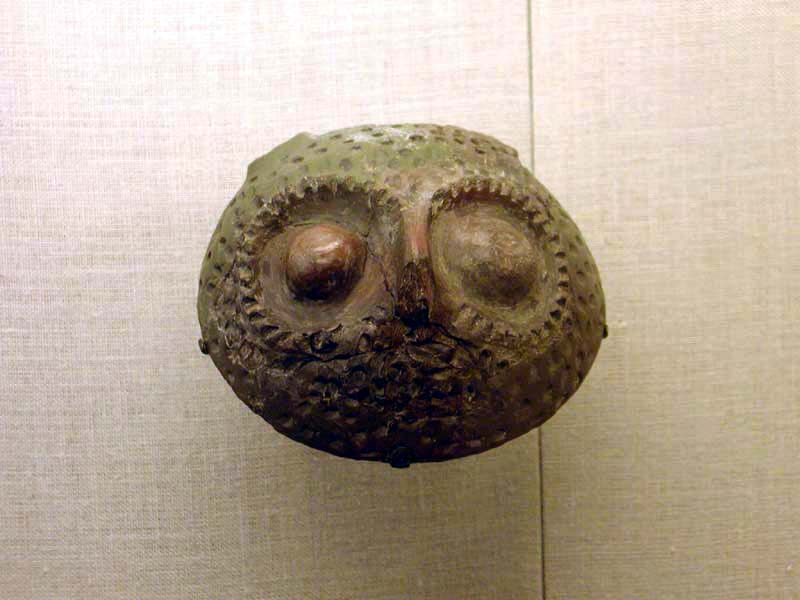
鸮面像，仰韶文化庙底沟类型陶器

仰韶文化是黃河流域新石器文化的主流，分佈遍及河南、山西、陝西、河北、隴東、寧夏、內蒙古南部、河南及湖北的西北部，包括整個中原地區及關陝一帶。碳十四測定年代的數據也很多，大約為西元前4515-2460(校正後:西元前5150-2960年)，延續時間兩千多年。仰韶文化可以陝西的半坡村遺址為代表；當然，仰韶文化中也有若干以時間及空間差異而呈現的類型。仰韶文化顯著發展了農業。村落面積相當大，有數萬到數十萬平方公尺不等。居住遺址通常是方形或圓形的半地穴，分為內室、外室，地面平整，甚至有白堊面。室內往往有火堆燒過的遺痕。聚落常在河邊的臺地。有些條件優良的地點，遺址可以涵蓋數層並不密接的文化層，說明當時的農業是遊耕式種植方式。但是聚落的移徒往往取決於對耕作有利的條件，以致同一地點可以在先後都有人遷來建立定居的聚落。陝西西安半坡的遺址，即至少有兩層文化層，一層的遺址及窖穴疊在另一層的遺存上，而中間隔了草籽和樹木花粉交替茂盛的土層。只有用「刀耕火種」的種植法，同一地點才有這種樹木與茂草交替出現的情況。半坡聚落可有上百個居室遺址，居室與儲藏用的窖穴都集中在聚落的中央，環以深溝。半坡遺址的北面，有一個公共墓地，集中埋葬著大人小孩的遺骸，生人與死者的地域顯然以明白分開。村中也有一座較大的房屋，可能是全村的會所，或其他「公共建築」。由此推論，仰韶文化的聚落似乎已有一定程度的政治組織，也有了自羣的意識。聚葬的公墓現象，反映了自羣意識已超越了時間的限制。
仰韶的農業約以種植粟稷為主；有好幾處遺址的儲藏窖穴都出土了粟類的穀物。半坡遺址還出土了裝貯蔬菜種籽的陶罐。家畜以豬狗為眾，牛羊較少。農具有耕作用的石鋤石鏟，砍伐用的石刀石斧，及一般刮削用的石利器。仰韶的農業當已有相當高的生產水平，村中儲穴分佈各處，足見生產已有餘糧。仰韶文化的陶器常有彩繪紋飾，為此，過去的考古學家曾以「彩陶文化」作為仰韶文化的別名。紋飾中，有幾何圖形及流動不規則的線條，也有相當寫實或寫意的圖像，如魚、豬、蛙、羊、人頭之類。若干簡單的刻紋及畫紋，已有了記號的作用，有些學者甚至認為仰韶文化的陶紋已是書寫文字了。整體的說，仰韶文化在社會組織、生產水平及使用抽象符號三方面都有相當程度的發展。仰韶文化源遠流長，在中原地區是主流，對四周鄰近地區的新石器文化也有不可忽視的影響。

### 龍山文化

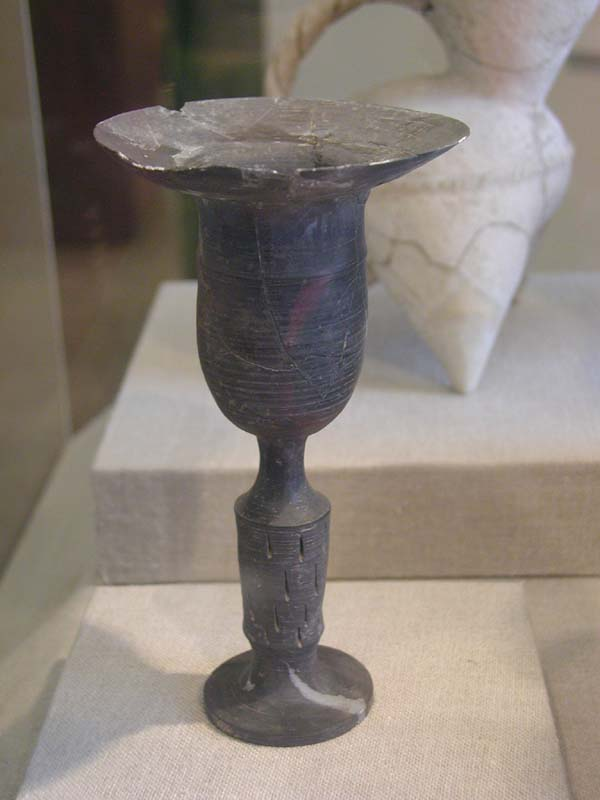
龍山文化的蛋壳高柄杯，1976年山東诸城呈子遗址出土

緊接著仰韶文化，在中原的晚期新石器文化是龍山文化，其分佈更為廣大，內容也更為豐富。
在仰韶文化時，由於農業的發展，食糧供應穩定了，導致人口增加。於是一方面有溢餘的人口形成更多的聚落，把文化擴散到前所未有人居住的地區；另一方面，也因為可以居住的空間有限了，聚落居民不得不持久的定居在同一地點。各地的龍山文化因而有相當的地方性。中原的龍山文化，遂有河南龍山、陝西龍山、山東龍山之分，其中以河南龍山文化為仰韶文化的直系後裔。
所謂河南龍山文化，分佈在今河南、晉南、冀南地區，主要沿著黃河中下游。仰韶文化轉變到河南龍山文化的中間型態是豫晉陝交界地區的廟底溝二期，其碳十四斷代是西元前2310加減95年(校正後：西元前2780加減145年)。而整個河南龍山文化的時代則是西元前2100～1810年(校正後：西元前2515～2155年)。陝西龍山文化的年代與此相當，也繼承了廟底溝二期的新石器文化。
河南龍山文化在仰韶文化的基礎上發展，而內容有了若干改變。農具中有了耒、鐮與骨鏟。農產品仍以粟稷為主，收穫量則似乎大多了。木工的工具不再是砍伐用的斧斤，而更多整治削切之用的加工工具。陶器中輪製的成份大為增加。村落有夯土築成的圍牆以資自衛，村落與村落之間顯然有了戰爭。有些傷殘骸骨成堆的丟在坑穴中，大約也是戰爭的犧牲者。宗教信仰出現了，骨卜及特殊的葬儀都足夠說明這一發展的方向。器壁薄而硬的蛋殼陶，當不是為了日常生活所用，這種特製的用具，大約也是為了宗教儀式而發展的。祖先崇拜大約也已制度化了。在同一社羣內，社會地位及職業的分工，造成社會分化的現象，其現象也與社群的日趨複雜與日益組織化相關。聚落比較有持久性，當然也因此可有更明白的我群意識，各地方的文化具有個自的特點，也足以表現這種我羣意識。然而聚落分佈的密度比前增加，羣與羣間的接觸與交流在所難免。鄰近聚落間必有相互影響，是以鄰區地方文化的特色往往大同小異，由東到西，或由南到北，可見的文化差異都呈現漸變的過程，而難以找到截然可見的地方文化分界線。從整體來說，中龍山文化的影響放射及於中原之外。

## 青铜时代

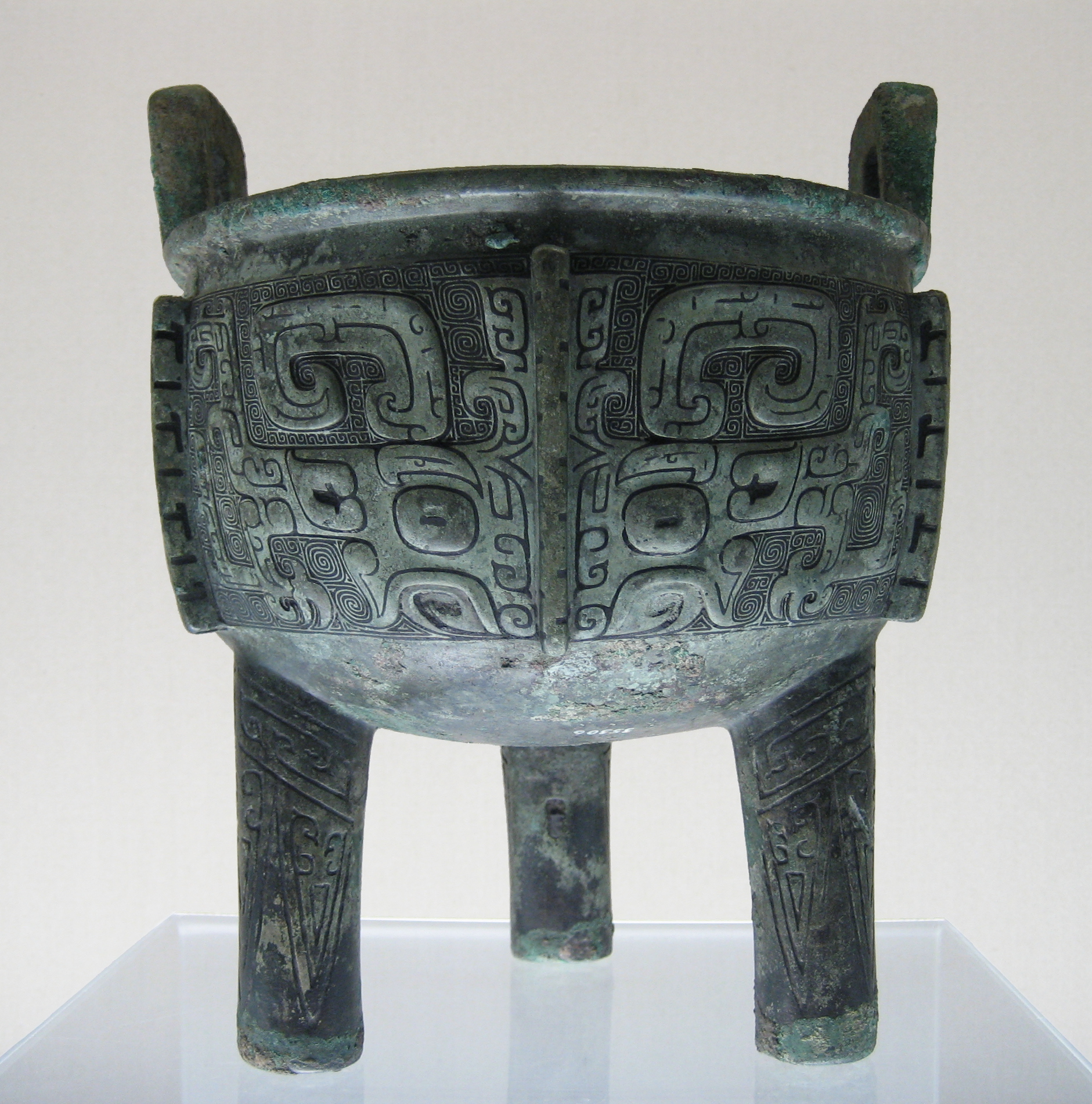
商朝劉鼎

中国步入青铜时代，大体经历了早、中、晚期几个不同的发展阶段。有学者把中国青铜时代从商周至战国划分为鼎盛期、颓败期、中兴期、衰落期4个阶段。也有学者将这一时期划分为殷商前期、殷商后期、西周期、东周前期、东周后期5个阶段。
中国各地的青铜文化具有自己的特点和风格，可以分作不同的地区类型。中国出土最早的青铜器物（公元前2900到公元前2740）属于甘肃马家窑文化。張光直院士在《中國青銅時代》一書中最早明確地指出夏、商、周三代為「青銅器時代」的鼎盛期，而後還有春秋战国时代。后母戊鼎是中国目前已发现的最大、最重的青铜容器。杜正勝院士在《古代社會與國家》指出，從石器時代到青銅器時代，中国生產工具并沒有突破性的發展，只有階級和社會的轉變，青銅器主要作為禮器和兵器是政權的象徵。

### 二里头文化
二里头文化被认为是中国青铜时代的开端。二里头文化里，既包含二里头遗址文化，又包括除了二里头遗址之外，具有二里头遗址文化特征的上百处遗址所反映出来的文化面貌。二里头遗址和二里头文化成为了公认的探索夏朝文化的关键性研究对象。这表明当时的社会由若干相互竞争的政治实体并存的局面，进入到广域王权国家时期。由之前多元化的邦国文明走向一体化的王朝文明。
作为东亚大陆最早的广域王权国家遗存，二里头文化可以堪称“最早的中国”。二里头文化的文明底蕴通过商周时代王朝间的传承扬弃，成为了华夏文明的主流。二里头遗址是二里头文化的命名地，并初步被确认为夏朝中晚期都城遗址。

### 二里岗文化
二里岗文化是以河南郑州二里岗遗址商代文化遗存而命名的文化类型，又称二里岗期商文化，是一种介于二里头夏文化、殷墟晚商文化之间的青铜时代早期的一种考古文化。
1950年，考古学者在位于郑州老城东南二华里的二里岗遗址首次发现了一种新遗存，由于二里岗遗址是这类文化遗存最早得以发现的典型遗址，所以1954年提出了二里岗文化的命名。
根据考古的发现，商朝前期，以郑州的二里岗为中心，辉县的琉璃阁、洛阳的东干沟等殷商时期的遗址属于这个时代。

### 商朝后期
商朝的后期，以安阳的小屯村为中心，郑州公园区的上层、洛阳的泰山庙遗址和墓葬属这个时代。殷墟是中国历史上第一个文献可考、并为考古学和甲骨文所证实的都城遗址，年代约为公元前14世纪末至前11世纪中叶。自殷墟发现以来﹐先后出土有字甲骨约15万片。从这些带有刻辞的甲骨中已经辨认出5000多个单字，能够认出来的汉字大约1700多个，甲骨文中所记载的资料将中国的有文字记载的可信历史提前到了商朝，现代的汉字就是从甲骨文中演变而来的。此外还有陶器数万件，青铜礼器约1500件、青铜兵器约3500件，玉器约2600件，石器6500件以上，骨器3万多件。

## 延伸阅读
- 许倬云，《西周史(增订版)》，台北，联经出版事业股份有限公司，2005年